# 1945 في السويد

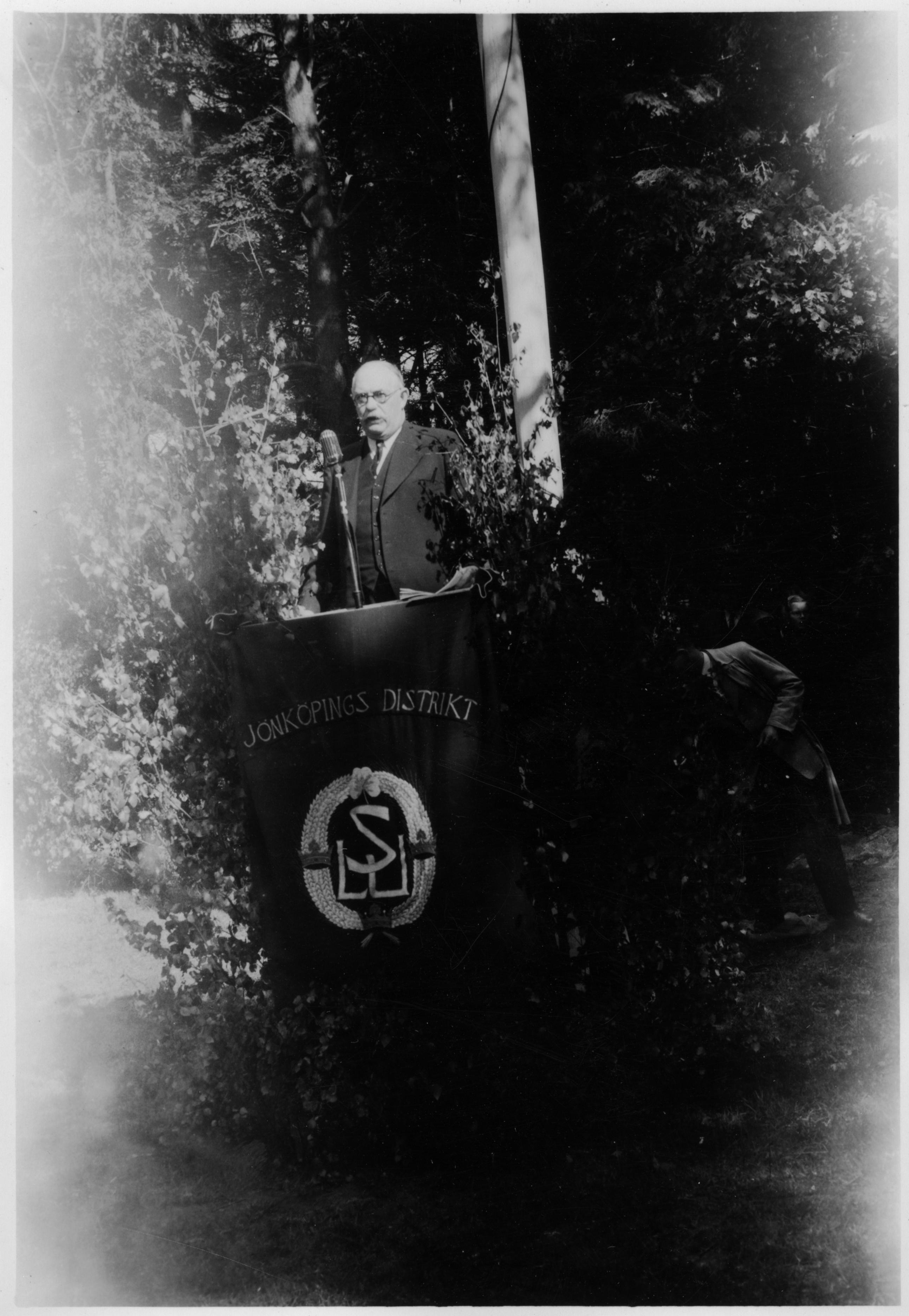
أكسل بيرسون-برامستورب في يونشوبينغ عام 1945

فيما يلي قوائم الأحداث التي وقعت خلال عام 1945 في السويد.

## سياسة

### انتهاء فترة المنصب
- 1 يناير – بيرتل أولين Minister for Foreign Affairs (Sweden) [الإنجليزية]‏.

## مواليد

### فبراير
- 12 فبراير – مود آدامس ممثلة سويدية.

### مارس
- 4 مارس – تومي سفينسون لاعب ومدرب كرة قدم سويدي.
- 20 مارس – روجر ماغنوسون لاعب كرة قدم سويدي.

### أبريل
- 5 أبريل – أوفه بنجتسون لاعب كرة مضرب سويدي.
- 16 أبريل – كريستينا بيرسون

### أكتوبر
- 4 أكتوبر – بو رالف

### يناير
- 15 يناير – غوستاف كاسل (مواليد 1866) عالم اقتصاد سويدي.

### مايو
- 13 مايو – أوسكار ألمغرين (مواليد 1869)

### أغسطس
- 23 أغسطس – يوحنا إكلوند (مواليد 1863)